# Карпухін Віктор Федорович
Віктор Федорович Карпухін (рос. Виктор Фёдорович Карпухин; 27 жовтня 1947 — 24 березня 2003) — Герой Радянського Союзу (1980), командир Групи «А» (Альфа) при 7-му управлінні КДБ СРСР у 1988 — 1991 роках.

## Біографія
Народився в сім'ї військовослужбовця в місті Луцьк УРСР. Служив у Радянській Армії з 1966 року.
У 1969 році закінчив Ташкентське вище танкове командне училище. До 1974 року проходив службу у Прикордонних військах. З 1974 року навчав перший склад щойно створеного спецпідрозділу КДБ (Група «А»), керованого Героєм Радянського Союзу В. Д. Бубеніним, водінню бойових машин та стрільби із зброї, встановленої на бронетехніці. У 1978 році капітан Карпухін проходив службу в Прикордонному училище (МВПККУ) на посаді командира танкової роти.
У вересні 1979 року прийнятий на службу в Групу «А» («Альфа») 7-го Управління КДБ СРСР, де пройшов шлях від заступника командира 4-го відділення до керівника «Альфи». За цей період неодноразово керував і особисто брав участь у різних оперативно-бойових заходах і спеціальних операціях, у тому числі в штурмі палацу «Тадж-Бек» (резиденція глави Афганістану Хафізулли Аміна) в столиці Республіки Афганістан — місті Кабулі 27 грудня 1979 року.

 Короткий опис подій 27 грудня 1979 року: 
 «О 18 годині 25 хвилин, розпочався штурм палацу Аміна - «Тадж-Бек». БМП Карпухіна, подолавши крутий серпантин дороги навколо пагорба, першою прорвалася до будівлі. Поспішаючи, В. Ф. Карпухін і його підлеглі відкрили вогонь на озброєну охорону, силуети яких добре виднілися у віконних отворах палацу, що дало можливість іншим бійцям своєї підгрупи десантуватися. Це дозволило швидко  проскочити до стін і прорватися на перший поверх. Результатом стрімких і грамотних дій даної групи став штурм, який вважався недоступним, "Тадж-Бека", що має кам'яні стіни 2-метрової товщини і 2,5-тисячну охорону, який тривав 40 хвилин. Спецназівці КДБ втратили 5 осіб (у тому числі командира спецпідрозділу "Зеніт" полковника Г. І. Бояринова). Під час цього жорстокого бою, коли майже всі бійці " Грому" і "Зеніту" були поранені, Карпухін В. Ф. не отримав жодної подряпини». 
28 квітня 1980 року капітану Карпухіну Віктору Федоровичу присвоєно звання Героя Радянського Союзу.
Після закінчення Вищої школи КДБ СРСР, з 1984 року він став заступником начальника Групи «А». У 1988 році бійці «Альфи» звільняли дітей в Орджонікідзе. Разом з «Альфою» пройшов усі «гарячі точки» на території СРСР.
У 1988—1991 роках В. Ф. Карпухін очолював Групу «А» («Альфа»). У серпні 1990 року «альфіці» Карпухіна разом із бійцями Групи «Витязь» звільнили заручників з сухумского слідчого ізолятора. Після подій у Москві, 19-21 серпня 1991 року — генерал-майор В. Ф. Карпухин у запасі.
Із 1991 по 1992 роки — керівник Служби безпеки Президента Казахстана Нурсултана Назарбаєва. Після цього, з 1993 року працював у сфері детективного бізнесу, і з цього ж моменту — голова правління Асоціації ветеранів війни в Афганістані. Член Комітету Торговельно-промислової Палати РФ з безпеки підприємницької діяльності. Очолював велику некомерційну структуру «Росфонд». Вів активну суспільну діяльність, направлену на надання допомоги ветеранам бойових дій у Афганістані і Чеченській Республіці.
У ніч з 23 на 24 березня 2003 року В.Карпухін помер від ішемічної хвороби серця у потягу «Мінськ-Москва». Похований 27 березня 2003 року у Москві на Ніколо-Архангельскому цвинтарі.

## У кінематографії
- У російському художньому фільмі «Єльцин. Три дні у серпні» (2011), присвяченому подіям Серпневого путчу 1991 року, роль генерала Карпухіна виконав Михайло Хомяков (актор не має зовнішньої схожості з реальним Карпухіним).